# 漫才のDENDO
『漫才のDENDO』（まんざいのでんどー）は、朝日放送テレビ（ABC）にて2012年5月5日から2013年4月5日まで毎月第1土曜日4:43 - 5:13に放送されていたバラエティ番組である。
毎回著名な漫才コンビを取り上げ、制作局の朝日放送が保有する豊富な映像（または録音）をもとに、その人物像に迫る。カウスが毎回取り上げるコンビをゆかりの人物や弟子と対談し番組を進めていく。後半にはなんばグランド花月で収録した漫才を1組放送。関西ローカル。

## 出演者
- 中田カウス
- 加藤明子（朝日放送のアナウンサー）
  - 武内由紀子（特番のみ）

## イベント
- 漫才のDENDOツアー
  - 2013年10月から大阪を皮切りに全国で全国ツアーを開催。

## DVD
- 漫才のDENDO 喋(しゃべる)編
- 漫才のDENDO 聴(きく)編

## スタッフ
- 構成：高見孔二、大池晶
- SW：楠本由希子
- LD：道本啓介
- CAM：岡田光司、田中康彦、芝田幸司
- VE：宇佐美貴士、丸尾恵介
- MIX：神田雅之、滝川毅
- SE：山本大輔、
- CG：中山裕
- EED：今西政之、浜村典彦
- 協力：ブーム、関西東通、アイネックス、ハートス、つむら工芸、高津商会、ビーム
- 美術：奥井優佑
- 番組宣伝：靭涼子
- デスク：服部八壽子
- ディレクター：北村誠之、南雄大
- プロデューサー：栗田正和、重枝栄子、西本武
- 制作：ABC、吉本興業